# Anthrax dolomatus
Anthrax dolomatus är en tvåvingeart som beskrevs av Wray Merrill Bowden 1964. Anthrax dolomatus ingår i släktet Anthrax och familjen svävflugor.
Artens utbredningsområde är Ghana. Inga underarter finns listade i Catalogue of Life.